# Dechová hudba

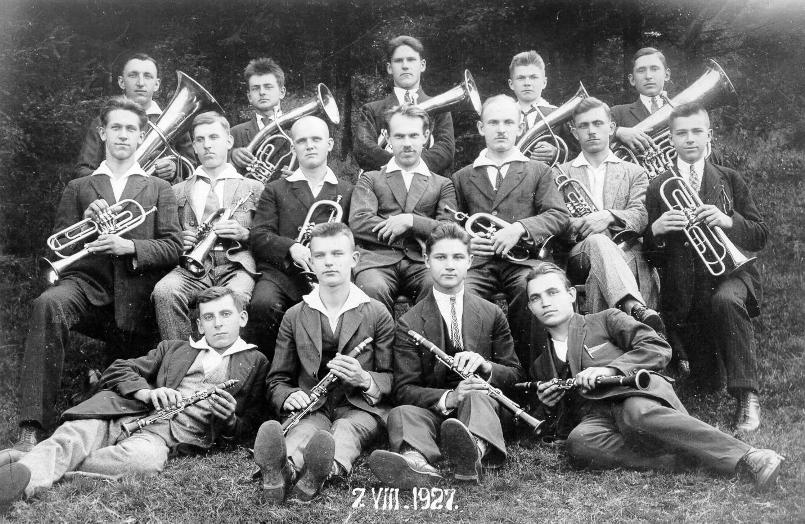
Dechový orchestr KS Oldřichovice

Dechová hudba nebo zkráceně dechovka je hudební žánr, který pro svůj projev využívá zejména žesťové nástroje a perkuse. Ten byl v minulosti využíván zejména u vojenských hudeb a posádkových kapel. 
Její zvláštní hudební styl je spojením evropské klasické a lidové hudby. Vznikl tak zábavní hudební žánr, který je dodnes v širokém spektru využíván k prezentaci pro dechovku typické pochodové, smuteční, taneční (polka, valčík, tango), jakož i koncertní hudby (například lázeňské promenádní koncerty). Propojením dechové hudby, afroamerického folklóru a blues vznikl v USA základ pro vznik klasického jazzu.
V rámci jednotlivých regionů České republiky lze vystopovat jisté regionální odlišnosti. Velkou tradici mají dechové hudby např. v jižních Čechách, na jižní Moravě či v západních Čechách, všude tam, kde je i silná tradice původní lidové hudby a kultury.
Velkou tradici měly i hornické dechovky v horních oblastech České republiky.

## Používané hudební nástroje

### Dechové
- křídlovka
- trubka (B)
- baskřídlovka
- klarinet (Es, B)
- trubka (Es), bastrubka
- trombon (pozoun)
- (melafon)
- tuba

### Bicí
- malý buben
- velký buben
- činely
- přechody

## Známí autoři české dechové hudby
- Jaroslav Bílý
- Václav Bláha
- Antonín Borovička
- Julius Fučík
- Vladimír Fuka
- Ladislav Jacura
- František Kmoch
- Vendelín Kopecký
- Ladislav Kubeš
- František Maňas
- Antonín Michna
- Josef Poncar
- Jan Slabák
- Karel Vacek
- Karel Valdauf
- Jaromír Vejvoda
- Antonín Žváček

## Známé dechové kapely

### Vojenské hudby
- Ústřední hudba Československé armády – Ústřední hudba Armády České republiky
- Hudba Hradní stráže a Policie České republiky
- Vojenská hudba Olomouc
- Ústřední hudba Ministerstva vnitra

#### Hudby vycházející z vojenských
- Kapela 35. plzeňského pěšího pluku – Foligno

### Tradiční dechovky
- Podzvičinka
- Drietomanka
- Budvarka (Č. Budějovice)
- Mistříňanka
- Túfaranka
- Babouci (Němčice u Netolic) nejstarší jihočeská dechovka[zdroj?]
- Šumavanka (Němčice u Netolic)
- Dubňanka
- Palavanka
- Stříbrňanka
- Vacenovjáci
- Nýřaňanka
- Horalka (Kraslice)
- Táboranka
- Bojané
- Šardičanka
- Střeličáci
- Dechová hudba Ištvánci
- Starobrněnská dvanáctka
- Počátecká dechovka
- Telčská dechovka
- Muzikanti z Jižních Čech (Táborsko)
- Jižani (Třeboňsko)
- Podhoranka (Trhosvinensko, Novohradsko)
- Dechová hudba Sobuláci
- Silvanka
- Daliborka
- Vinařinka z Čejkovic
- Dechový orchestr města Hradce Králové
- Vysočanka
- Iglovanka Zdeňka Hrabala
- Samsonka (Č. Budějovice)
- Keramička (Bechyně)
- Netolička
- Veselka Ladislava Kubeše
- Krnovanka
- Lesanka
- Úhlavanka
- Lácaranka
- Bilovčanka
- Legrúti
- Liberečanka
- Hornobojani
- Blučiňáci
- Dechový orchestr mladých ZUŠ Krnov
- Božejáci Jihočeská hasičská dechovka
- Valdaufinka
- Krumsíňanka
- Krkonošská dechovka
- Zdounečanka
- Zlaťulka z Podluží
- Hlinečanka [1]
- Horalka (Chodsko)

### Netradiční soubory
- Moravanka Jana Slabáka
- Gloria Zdeňka Gurského
- Velkopopovická Kozlovka (dnes Kozlofka)
- Vlado Kumpan a jeho muzikanti

### Jiné
- Dh Mistříňanka (kapelník František Pavluš)
- Dh Moravanka Jana Slabáka (kapelník Jan Slabák)
- Kumpánovi Muzikanti (kapelník Vlado Kumpan)
- Moravská 12
- Dh Šardičanka (kapelník Jakub Krejčí)
- Dh Ištvánci (kapelník Milan Bělík)
- Dh Zlaťanka (kapelník Daniel Holásek)
- Dh Lácaranka (kapelník Pavel Svoboda)
- Dh Dambořanka (kapelník Jaroslav Bukovský)
- Dh Bojané (kapelník Stanislav Esterka)
- Blaskepelle Gloria (kapelník Zdeněk Gurský)
- Dh Sokolka ze Šakvic (kapelník Jan Svoboda)
- Dh Legrůti (kapelník Martin Valent)
- Dh Zlaťulka (kapelník Peter Ondriska)
- Dh Vlkošáci (kapelník Aleš Pala)
- Dh Boršičanka z Boršic (kapelník Antonín Koníček)
- Dh Sobuláci (kapelník Vlastislav Kostiha)
- Dh Žadovjáci (kapelník Ladislav Svoboda)
- Dh Skoroňáci (kapelník Petr Mikliš)
- Dh Vracovjáci (kapelník Jiří Pres)
- Dh Skaličané (kapelník Robert Kucharič)
- Dh Vacenovjáci (kapelník Petr Grufík)
- Dh Stříbrňanka (Ivo Horký)
- Slovácká kapela Romana Horňáčka (kapelník Roman Rom Horňáček)
- Dh Galánka (kapelník František Sopouch)
- Dh Morkovčanka (kapelník Svatopluk Krejčí)

## Festivaly a soutěže

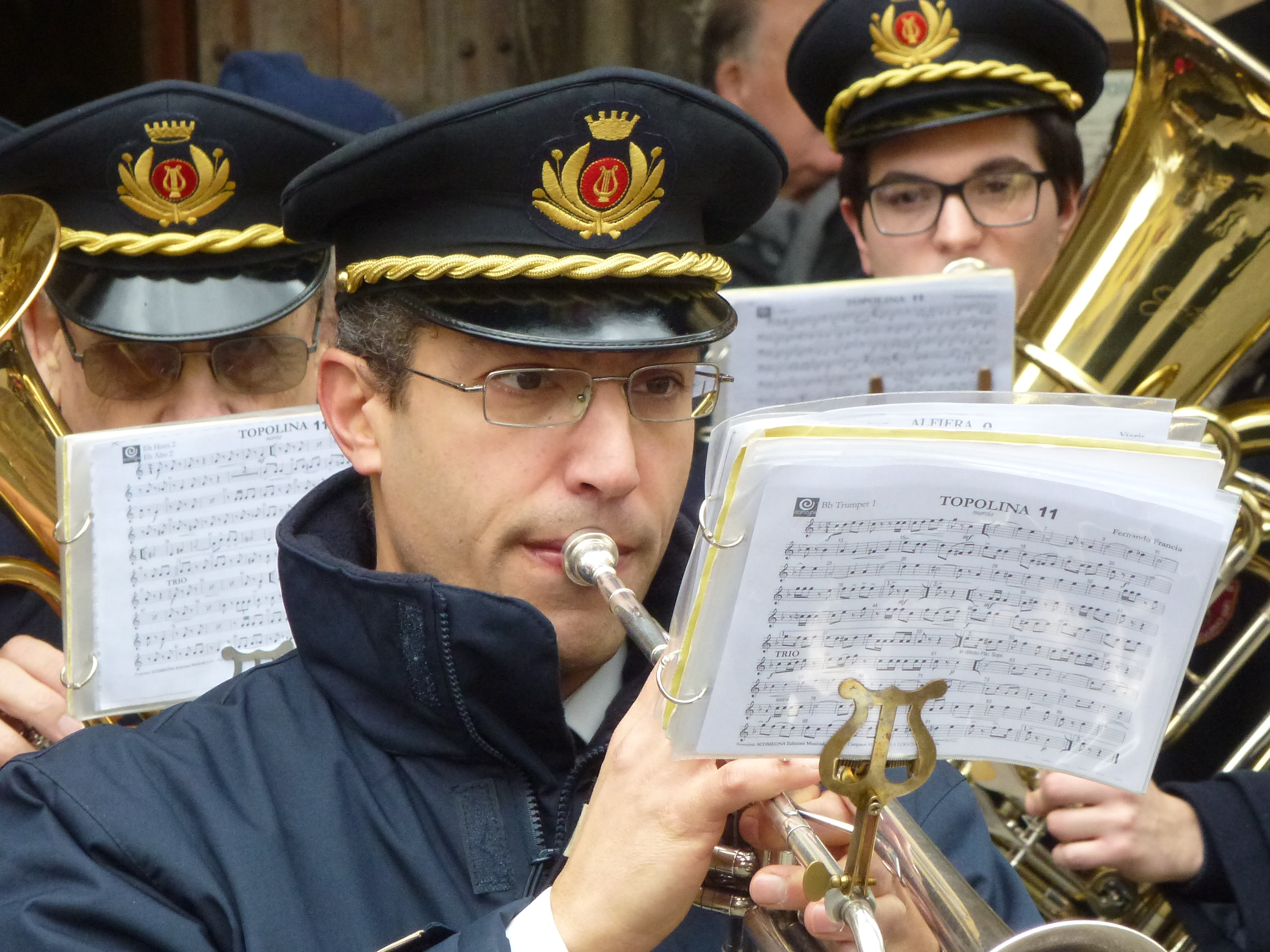
Dechová hudba v Itálii

### Česko
- Kmochův Kolín – Kolín (v roce 2025 – 60. ročník)
- Mezinárodní festival dechových orchestrů mladých (FIJO[2]) – Cheb (v roce 2016 – 22. ročník)
- Mezinárodní soutěž velkých dechových orchestrů – Ostrava (v roce 2021 - 20. ročník)
- Mezinárodní festival dechových hudeb – Ratíškovice (v roce 2023 – 55. ročník)
- Švihovské hudební léto – Švihov (v roce 2023 – 50. ročník)
- Chodské slavnosti – Domažlice (v roce 2024 – 70. ročník)
- Koletova Rtyně – Rtyně v Podkrkonoší (v roce 2014 – 50. ročník)
- Pravečkův Lanškroun – Lanškroun (v roce 2024 – 45. ročník)
- Čermákovo Vysoké Mýto – Vysoké Mýto (v roce 2024 – 30. ročník)
- Fišerův Bydžov – Nový Bydžov (v roce 2021 – 25. ročník)
- Vejvodova Zbraslav – Zbraslav (v roce 2015 – 20. ročník)
- Seriál dechových hudeb – Kyjov a Hodonín
- Národní festival dechových orchestrů – Štětí (v roce 2022 – 30. ročník)
- Festival dechových hudeb – Lomnice nad Lužnicí (v roce 2020 – 15. ročník)
- Mezinárodní festival policejních orchestrů a pěveckých sborů – FESTPOL – Praha
- Mezinárodní festival dechových hudeb – Praha
- Mezinárodní festival dechových hudeb – Jeseník
- Festival hasičských dechových hudeb – Pelhřimov (v roce 2021 – 20. ročník)
- Kubešova Soběslav – Mezinárodní festival dechových hudeb – Soběslav (1995–2023)
- Kněževeská dechparáda – Kněževes (2004–2023)
- Setkání dechovek na zámku Stránov – Jizerní Vtelno (v roce 2024 – 20. ročník)
- Přehlídka dechových hudeb v Bernarticích – Bernartice (v roce 2022 – 15. ročník)
- Dechovky 21. století – Žirovnice
- Dechovková abeceda Vladimíra Vaniše – Nýřany
- Tlumačovský dechovkový festival – Tlumačov (v roce 2024 – 15. ročník)
- Vrzáňovy Kosice – Kosice (v roce 2024 – 15. ročník)
- Dechovkový festival – Dlouhá Ves (v roce 2023 – 10. ročník)
- Hudební festival Karel Valdauf – Trhové Sviny (v roce 2023 – 25. ročník)
- Maňasovy Sehradice – Sehradice (v roce 2024 – 25. ročník)
- Hudební festival Pod lípou – Jáma (v roce 2024 – 20. ročník)
- Přehlídka dechových hudeb – Košťálov (v roce 2022 – 20. ročník)
- Festival Pod Javorinů – Strání (v roce 2021 – 20. ročník)
- Setkání muzikantů – Rymice (v roce 2024 – 20. ročník)
- Setkání dechových orchestrů v rámci mezinárodního hudebního festivalu Mahler Jihlava – Hudba tisíců – Kaliště (v roce 2025 – 16. ročník)
- Túfarankafest – přehlídka dechových hudeb a taneční zábava s DH Túfaranka – Rakvice (v roce 2010 – 5. ročník)
- ODDECHOVKY – festival nejlepších dechovek – Nová Ves a Batelov
- Setkání dechových hudeb – Telč
- Dechovky v KD Klub – Horní Bříza
- Přehlídka dechových hudeb – Strašov (v roce 2025 – 7. ročník)
- Festival dechovky – Lysá nad Labem (v roce 2024 – 4. ročník)
- Přehlídka dechových hudeb a slavnosti města – Teplá (v roce 2025 – 9. ročník)
- O zlatou taktovku Ladislava Roma – Strakonice (v roce 2019 – 2. ročník)

### Slovensko
- Dychfest (Slávnosti dychových hudieb a mažoretiek Slovenska) – Slovensko (v roce 2008 – Dychfest – 16. ročník Slavnosti dechových hudeb a mažoretek Slovenska – XXIII. ročník) (10 ročníků v kaštieli Dolná Krupá, později již bývá na jiném místě[3][4][5])
- Dychovky v preši – Pezinok (v roce 2008 – 8. ročník[6])
- Námestovský Dych-fest – Námestovo (v roce 2008 – 8. ročník[7])
- Okolo Súče – Festival dychových hudieb Horná Súča (SK) (každoročně od roku 1991)
- Vištukfest – Medzinárodný festival dychových hudieb vo Vištuku
- Drietomský festival DH – Drietoma (v roce 2023 – 25. ročník)

## Odrazy v kultuře
- Dispečer (seriál) – český televizní seriál pojednávající o osudech kapelníka hornické dechovky
- Intimní osvětlení – český film režiséra Ivana Passera
- To byl český muzikant – český životopisný film o Františku Kmochovi
- Hudba pro císaře – rakouský film z roku 1955 s Romy Schneiderovou

### Programy a relace v televizi a rozhlase
- Česká televize
  - Sejdeme se na Vlachovce – nejdéle uváděný program zaměřený na dechovku, který se nejdříve vysílal v Československé televizi a později v České televizi
  - Ta naša kapela
  - Muziky muziky
  - Při dechovce v Ořechovce
  - Příště u Vás
  - Sólo pro...
  - Vyhrávala kapela
  - Za vesnickými muzikanty[8]
  - Znovu na Vlachovce

- Slovenský rozhlas
  - relace Kapela, hraj! – relace zaměřená na slovenskou a českou dechovou hudbu[9]

- Radio Dechovka
  - relace Hezky od podlahy – nepřetržitý proud dechové hudby[10]